# Municipalidades de Chile

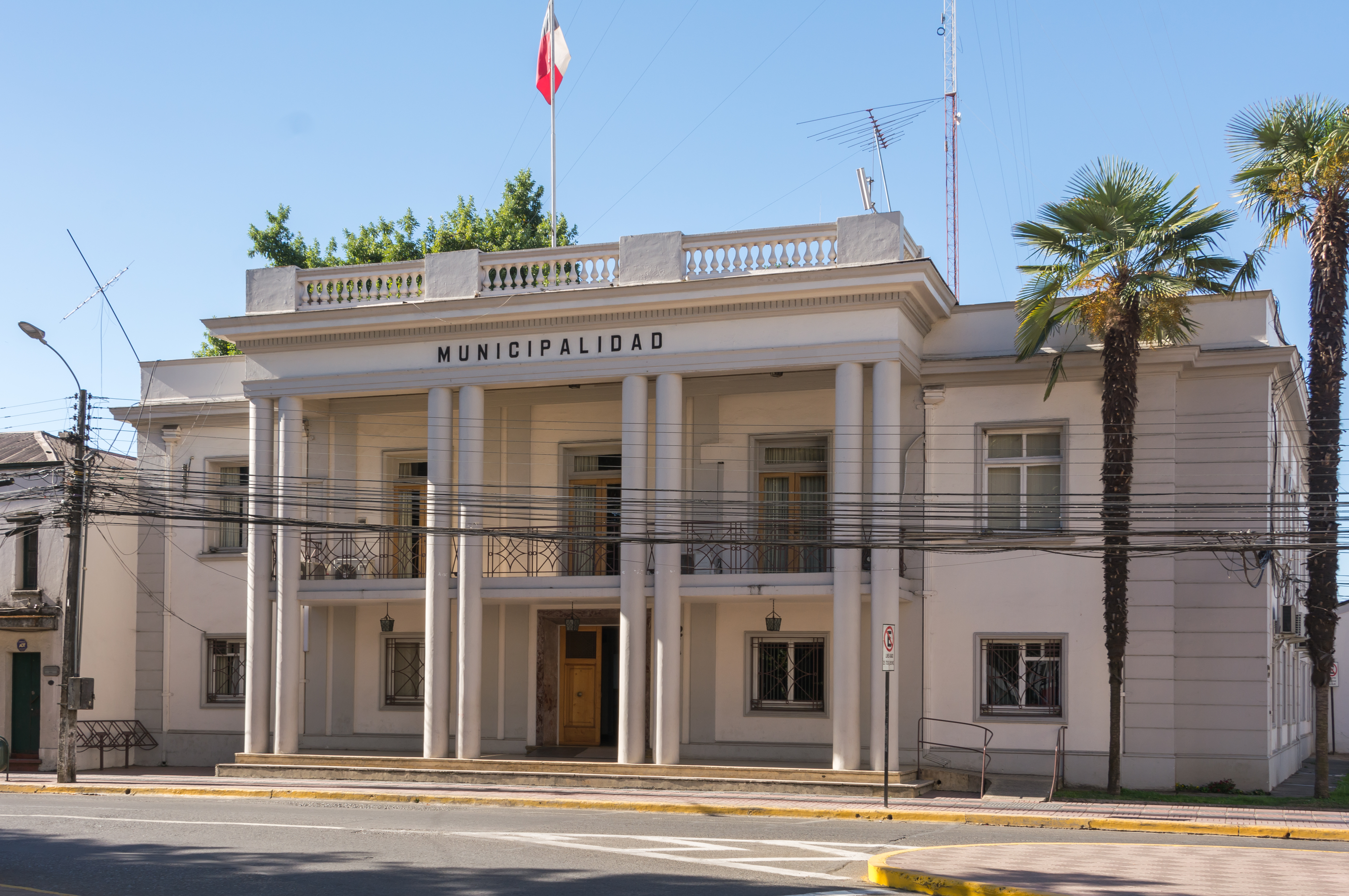
Casa consistorial de la municipalidad de Linares.

Una municipalidad en Chile es una corporación autónoma de derecho público, con personalidad jurídica y patrimonio propio, a la cual le corresponde la administración de una comuna o agrupación de comunas, y cuya finalidad es satisfacer las necesidades de la comunidad local y asegurar su participación en el progreso económico, social y cultural de la comuna o agrupación de comunas.

## Composición y funciones
Está constituida por un alcalde y un concejo municipal electos directamente por un periodo de cuatro años, renovable en dos ocasiones como máximo. La municipalidad es asesorada por un Consejo Comunal de Organizaciones de la Sociedad Civil (COSOC), integrado por representantes de las actividades y organizaciones comunales importantes.
Esta, es además la encargada de los servicios básicos de salud, desarrollo social, vivienda y aseo de la comuna o agrupación de comunas. Se rigen actualmente por la Ley Orgánica Constitucional de Municipalidades (ley N.º 18.695).
Actualmente existen 345 municipalidades y 346 comunas, pues la municipalidad de Cabo de Hornos administra la agrupación de comunas de Cabo de Hornos y Antártica.
Cabe señalar que en Chile no existen «gobiernos municipales», pues el gobierno interior del Estado se extiende solo al nivel regional y provincial. Las municipalidades solo administran a nivel comunal.

## Asociación de las municipalidades
Históricamente, hace poco tiempo las municipalidades recién se agrupan para defender, presentar sus demandas y coordinar actividades de beneficio común en 1914 en el Consejo Permanente de Gobierno Local. Esto fue el resultado del movimiento de las ligas cívicas y la Junta de Reforma Municipal, organizaciones que buscaban reformar las prácticas edilicias y transparentar su gestión; hacia 1924 habían dejado de funcionar.
Otros intentos de organizarse formalmente son la creación de la Unión Nacional de Municipios (1942-1945) y finalmente en la Confederación Nacional de Municipalidades (CONAM, 1951-1973). El 10 de mayo de 1993, se fundó la Asociación Chilena de Municipalidades (AChM). Posteriormente, el 21 de octubre de 2013, se creó la Asociación de Municipalidades de Chile (AMUCH). Su labor incluye la realización de estudios, encuestas y publicaciones editoriales que abordan diversas temáticas, tales como salud municipal, educación pública, seguridad ciudadana, inmigración, gestión municipal, participación electoral y buenas prácticas municipales, entre otras.
En 2024, el Registro Único de Asociaciones Municipales, administrado por la Subsecretaría de Desarrollo Regional y Administrativo (SUBDERE), registra más de 60 asociaciones de municipalidades en Chile. Entre ellas, destacan como las más grandes la Asociación Chilena de Municipalidades (AChM) y la Asociación de Municipalidades de Chile (AMUCH), y otras de menor alcance como la Asociación de Municipios Rurales (AMUR), la Asociación de Municipalidades de La Punilla y la Asociación de Municipalidades de Laja-Diguillín.